# 3070 Ејткен
3070 Aitken је астероид главног астероидног појаса чија средња удаљеност од Сунца износи 2,307 астрономских јединица (АЈ).
Апсолутна магнитуда астероида је 13,8.